# Rhodolaimus minor
Rhodolaimus minor är en rundmaskart. Rhodolaimus minor ingår i släktet Rhodolaimus och familjen Bunonematidae. Inga underarter finns listade i Catalogue of Life.